# مت مک‌کوی (بازیگر)
مت مک‌کوی (انگلیسی: Matt McCoy؛ زادهٔ ۲۰ مهٔ ۱۹۵۸) یک هنرپیشه اهل ایالات متحده آمریکا است. از فیلم‌ها یا برنامه‌های تلویزیونی که وی در آن نقش داشته‌است می‌توان به محرمانه لس‌آنجلس، دیپ‌استار سیکس، نمی‌تواند بهشت باشد و دستی که گهواره تکان می‌دهد اشاره کرد.